# پرغم تبریزی
میرزا احمد پرغم تبریزی(زاده ۱۲۸۰ قمری، در تبریز) سخنور، شاعر و نویسنده ترک‌زبان آذربایجانی بود.

## زندگی
میرزا احمد متخلص به پرغم، زاده تبریز از شعرای محبوب و نامدار تبریز بود وی در مرزهای امپراطوری عثمانی همیشه در حال گشت و استراحت بود که در همان‌جا به اسرار علیشاه با مؤلف حدیقه‌الشعرا ملاقات نمود.

## آثار
میرزا احمد آثارش را به دو زبان ترکی و فارسی می‌نوشت. وی دیوانی به نام غم خانه داشت که مکرر در تبریز چاپ شده‌است.